# 1921 en musique classique
| \| • Retour à la chronologie générale de la musique classique • \| |
| Grèce • Rome • Haut Moyen Âge • VIIIe siècle • IXe siècle • Xe siècle • XIe siècle XIIe siècle • XIIIe siècle • XIVe siècle • XVe siècle • XVIe siècle • XVIIe siècle XVIIIe siècle • XIXe siècle • XXe siècle • XXIe siècle |
| • Retour à la chronologie générale de la musique classique • |

| Années en musique classique : 1918 - 1919 - 1920 - 1921 - 1922 - 1923 - 1924    |
| Décennies en musique classique : 1890 - 1900 - 1910 - 1920 - 1930 - 1940 - 1950 |

## Événements

### Créations
- 3 janvier : Légende symphonique de Marcel Orban créé aux Concerts Colonne à Paris.
- 22 janvier : Ouverture pour un drame de Marcel Labey est créé aux Concerts Lamoureux à Paris.
- 10 février : Forfaiture de Camille Erlanger est représenté pour la première fois à l'Opéra-Comique.
- 12 février : Pastorale d'été d'Arthur Honegger, est créé sous la direction de Vladimir Golschmann et son orchestre, Salle Gaveau.
- 15 février : La Boîte à joujoux, ballet de Debussy et Jean Börlin.
- 26 février : la Sonate pour violon et piano no 1 d'Ernest Bloch, créée à New York par Paul Kochanski et Arthur Rubinstein.
- 26 février : Symphonie no 3 de Georges Enesco, créée par les Concerts Colonne sous la direction de Gabriel Pierné.
- 6 mars : L'Astre rouge et Le Nénuphar de Charles Koechlin sont créés aux Concerts Colonne.
- 14 mars : Antar de Gabriel Dupont sur un livret de Chekri Ganem, est représenté à l'Opéra de Paris sous la direction de Camille Chevillard.
- 3 avril : Ragamalika de Maurice Delage est créé aux Concerts Pasdeloup à Paris.
- 18 avril : Journal d'un disparu de Leoš Janáček est créé à Brno.
- 25 avril : Maïmouna, ballet de Gabriel Grovlez est représenté pour la première fois à l'Opéra de Paris.
- 5 mai : Chant funéraire de Gabriel Fauré, créé par la Musique de la Garde républicaine dirigée par Guillaume Balay, à Paris, hôtel des Invalides.
- 17 mai : Chout, ballet de Prokofiev, créé au théâtre de la Gaîté à Paris par les Ballets russes de Diaghilev.
- 22 mai : Quintette avec piano no 2 de Gabriel Fauré créé à la Société nationale de musique à Paris.
- 6 juin : L'Homme et son désir (1918) de Darius Milhaud, créé à Paris, par les Ballets suédois.
- 10 juin : les Symphonies d'instruments à vent de Stravinsky, créées à Londres, dirigées par Serge Koussevitzky.
- 11 juin : Le Roi David d'Arthur Honegger, livret de René Morax est créé au théâtre du Jorat à Mézières.
- 14 juin : La Belle Excentrique, ballet d'Erik Satie est créé au Théâtre du Colisée, sous la direction de Vladimir Golschmann.
- 16 juin : Création parisienne du Quintette pour piano et cordes op. 42 de Louis Vierne, salle Gaveau.
- 18 juin :
Les Mariés de la tour Eiffel, ballet collectif de Georges Auric, Arthur Honegger, Darius Milhaud, Francis Poulenc et Germaine Tailleferre, créé au théâtre des Champs-Élysées à Paris par la troupe des Ballets suédois sous la direction d'Inghelbrecht.
Au Bois sacré de Jean Huré présenté pour la première fois à l'Opéra-Comique.
- 1er août : le Quatuor à cordes no 2 en ut majeur, de Paul Hindemith, créé aux Journées musicales de Donaueschingen.
- 10 octobre : Camille de Marc Delmas représenté pour la première fois à l'Opéra-Comique.
- 29 octobre : Pour une fête de printemps d'Albert Roussel créé par les Concerts Colonne à Paris.
- 6 novembre : 
Danses (extrait du Triptyque symphonique) de Paul Le Flem, créé aux Concerts Pasdeloup.
Nocturne de Georges Sporck, créé aux Concerts Lamoureux.
- 12 novembre : créations aux Concerts Colonne,
Sarabande de Roger-Ducasse ;
Le conciliabule des fleurs de Dynam-Victor Fumet.
- 23 novembre : Katja Kabanova, opéra de Leoš Janáček, créé à Brno.
- 26 novembre : la Symphonie no 3 de  Karol Szymanowski, créée à Varsovie par l'orchestre symphonique de Londres dirigé par Albert Coates.
- 1er décembre : Horace victorieux d'Arthur Honegger, créé aux Concerts Koussevitzky à Paris.
- 3 décembre : Ballade de Darius Milhaud, créée aux Concerts Pasdeloup.
- 5 décembre : L'Heure espagnole de Maurice Ravel, présentée pour la première fois sur la scène de l'Opéra de Paris (créé à l'Opéra-Comique le 19 mars 1911).
- 7 décembre : Dans l'Ombre de la Cathédrale de Georges Hüe, sur un livret de Maurice Léna, représenté pour la première fois à l'Opéra-Comique.
- 10 décembre : La leggenda di Sakùntala de Franco Alfano, créé à Bologne.
- 16 décembre : le Concerto pour piano no 3 de Prokofiev, créé à Chicago et interprété par le compositeur.
- 17 décembre : créations aux Concerts Colonne,
Josiane de Philippe Gaubert ;
Don Juan de Marguerite Canal ;
Au pied d'un vieux Calvaire d'Adolphe Piriou.
- 30 décembre : L’Amour des trois oranges de Prokofiev, créé à Chicago.

Date indéterminée
- le Quatuor à cordes no 6 en si bémol majeur est composé par Alexandre Glazounov.
- Hans Pfitzner compose la cantate profane Von deutscher Seele op. 28 (Sur l'âme allemande).

### Autres
- 8 juin : Première transmission d’une soirée lyrique en direct de l’Opéra de Berlin.
- 26 juin : Fondation du Conservatoire américain de Fontainebleau.
- 26 novembre : Premier radio-concert en France (Poste de Melun).
- Fondation de l'Orchestre symphonique de Denver.

## Naissances

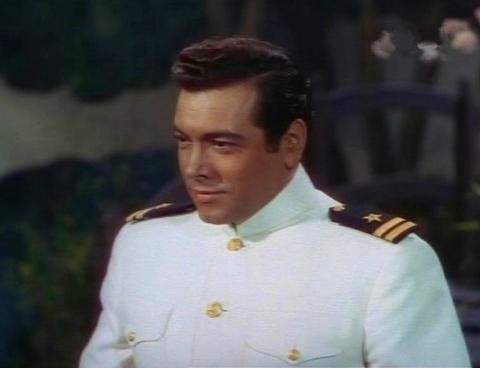
Mario Lanza

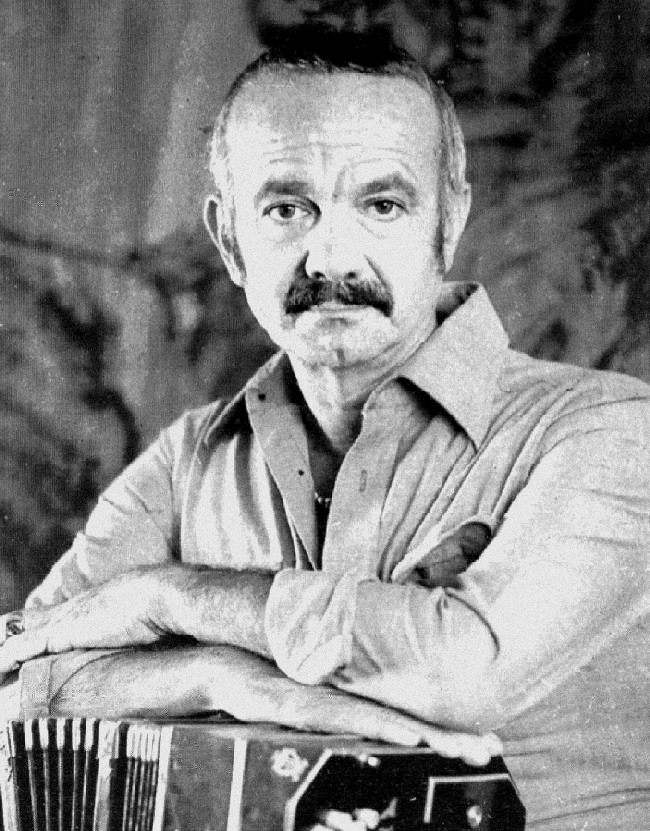
Astor Piazzolla

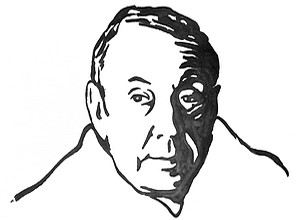
Malcolm Arnold

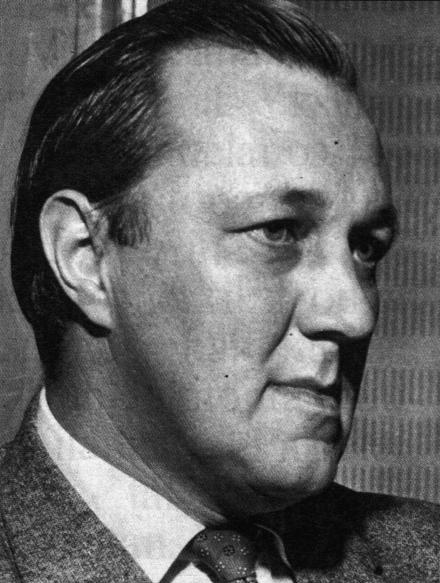
Joonas Kokkonen

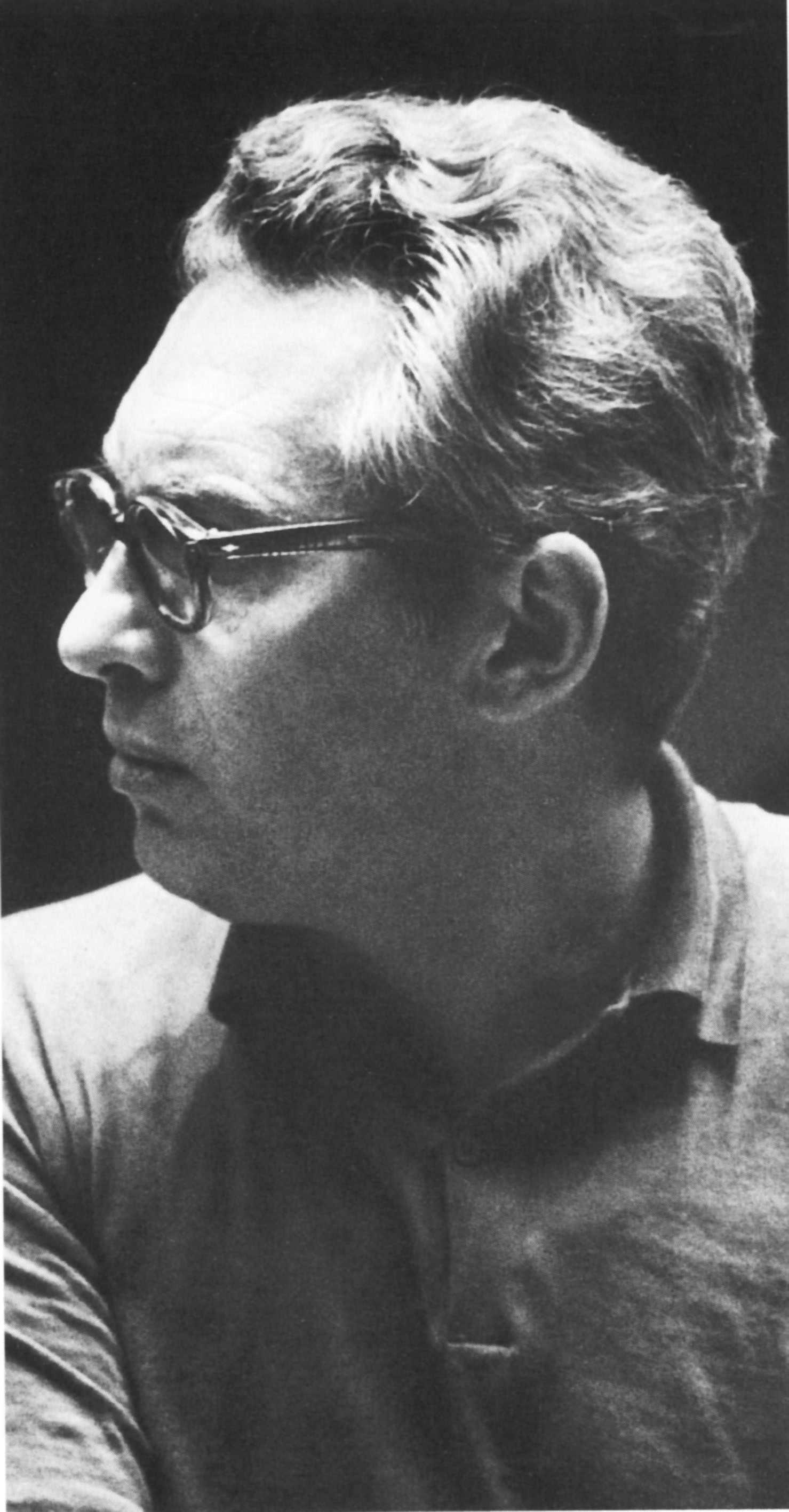
Géza Anda

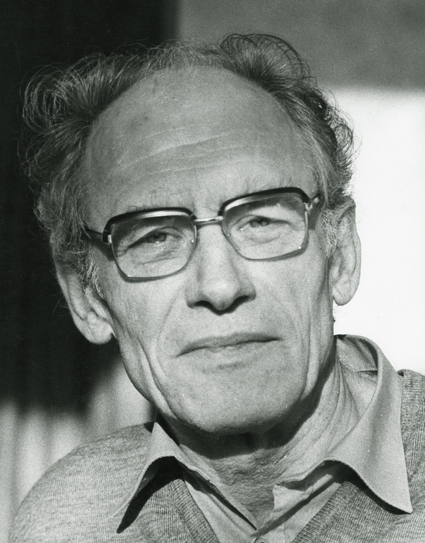
Božidar Kantušer

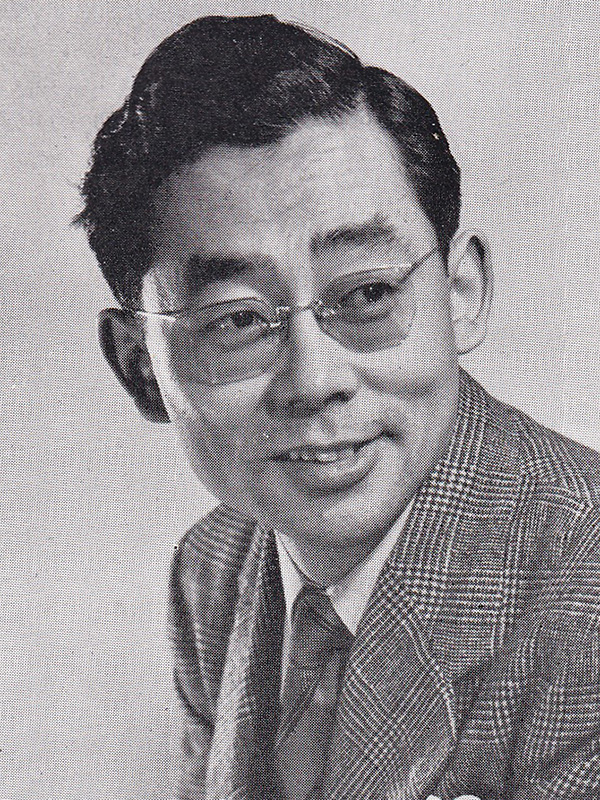
Tadashi Mori

- 22 janvier : Arno Babadjanian, compositeur et pianiste arménien († 11 novembre 1983).
- 26 janvier : Johannes Driessler, compositeur, organiste, et professeur allemand († 3 mai 1998).
- 31 janvier : Mario Lanza, acteur et ténor italo-américain († 7 octobre 1959).
- 4 février : Werner Thärichen, timbalier et compositeur allemand († 24 avril 2008).
- 5 février : John Pritchard, chef d'orchestre britannique († 5 décembre 1989).
- 6 février : Yves Ramette, compositeur français († 2 juin 2012).
- 7 février : Suzanne Chaisemartin, organiste et pédagogue française († 7 juillet 2017).
- 13 février :
  - Jeanne Demessieux, organiste et compositrice française († 11 novembre 1968).
  - Renée Doria, soprano française († 6 mars 2021).
- 19 février : Claude Pascal, compositeur français († 28 février 2017).
- 24 février : Ingvar Lidholm, compositeur suédois († 17 octobre 2017).
- 27 février : András Szőllősy, compositeur et musicologue hongrois († 6 décembre 2007).
- 28 février : Laila Storch, hautboïste américaine († 2 décembre 2022).
- 2 mars : Robert Simpson, compositeur britannique († 21 novembre 1997).
- 6 mars :
  - Pierre-Michel Le Conte, chef d'orchestre français († 16 octobre 2000).
  - Julius Rudel, chef d'orchestre américain († 26 juin 2014).
- 11 mars : Astor Piazzolla, bandonéoniste et compositeur argentin, père du tango moderne († 4 juillet 1991).
- 12 mars : Ralph Shapey, compositeur et chef d'orchestre américain († 13 juin 2002).
- 14 mars : Ulrich Koch, altiste allemand († 7 juin 1996).
- 22 mars : Arthur Grumiaux, violoniste belge († 16 octobre 1986).
- 26 mars : Arnold van Mill, basse néerlandaise († 5 octobre 1996).
- 30 mars : Kan Ishii, compositeur japonais († 24 novembre 2009).
- 1er avril : William Bergsma, compositeur et pédagogue américain († 18 mars 1994).
- 8 avril :
  - Jan Novák, compositeur tchèque de musique classique et de musique de film († 11 novembre 1984).
  - Franco Corelli, ténor italien († 29 octobre 2003).
- 10 avril : Daniel Ferro, professeur de chant à la Juilliard School (†  18 novembre 2015).
- 21 avril : Jean Bonfils, organiste, pédagogue, musicologue et compositeur français († 26 novembre 2007).
- 26 avril :
  - Marga Höffgen, contralto allemande († 7 juillet 1995).
  - Pierre Pierlot, hautboïste français († 9 janvier 2007).
- 8 mai : Henri Arends, chef d'orchestre néerlandais († 1993).
- 11 mai : Berthe Monmart, cantatrice († 10 juin 1997).
- 12 mai : Edouard Mirzoyan, compositeur arménien († 5 octobre 2012).
- 13 mai : Albert Beaucamp, chef d'orchestre et compositeur français († 22 septembre 1967).
- 17 mai : Dennis Brain, corniste britannique († 1er septembre 1957).
- 18 mai : Witold Silewicz, compositeur, chef d'orchestre et contrebassiste polonais-autrichien († 26 janvier 2007).
- 26 mai : 
  - Inge Borkh, soprano allemande († 26 août 2018).
  - Ernst Märzendorfer, chef d'orchestre autrichien († 16 septembre 2009).
- 30 mai : Pierre Labric, organiste, concertiste, compositeur, improvisateur et pédagogue français.
- 3 juin : Klára Palánkay, mezzo-soprano hongroise († 24 janvier 2007).
- 17 juin : Guy Fouché, chanteur lyrique († 28 mai 1998).
- 4 juillet : Tibor Varga, violoniste, chef d'orchestre et pédagogue hongrois († 4 septembre 2003).
- 9 juillet : Maro Ajemian, pianiste américaine († 18 septembre 1978).
- 10 juillet : Ginette Doyen, pianiste et professeure de musique française († 27 août 2002).
- 13 juillet : Marcella Pobbé, soprano italienne († 17 juin 2003).
- 15 juillet : José Berghmans, compositeur français d'origine belge († 8 mai 1992).
- 17 juillet : Éliane Lejeune-Bonnier, organiste, compositrice et professeure de musique française († 16 mars 2015).
- 21 juillet :
  - Roger Cotte, flûtiste et musicologue français († 1er mai 1999).
  - Désiré Dondeyne, chef d'orchestre et compositeur français († 12 février 2015).
- 24 juillet : Giuseppe Di Stefano, ténor italien († 3 mars 2008).
- 26 juillet : John de Lancie, hautboïste américain († 17 mai 2002).
- 7 août : Karel Husa, compositeur et chef d'orchestre tchèque († 14 décembre 2016).
- 10 août : Agnes Giebel, soprano allemande († 24 avril 2017).
- 13 août : Louis Frémaux, chef d'orchestre français († 20 mars 2017).
- 16 août : Majoie Hajary, pianiste et compositeur de musique contemporaine († 25 août 2017).
- 5 septembre : Nazife Güran, compositrice turque († 20 décembre 1993).
- 17 septembre : Gilbert Voisin, clarinettiste français († 6 mai 2008).
- 28 septembre : Walter Hautzig, pianiste († 30 janvier 2017).
- 4 octobre : Gianni Poggi, ténor italien († 16 décembre 1989).
- 7 octobre : Yaltah Menuhin, pianiste, écrivain britannique, née américaine († 9 juin 2001).
- 9 octobre : Adrienne Clostre, compositrice française († 5 août 2006).
- 21 octobre :
  - Malcolm Arnold, compositeur et chef d'orchestre britannique († 23 septembre 2006).
  - Jarmil Burghauser, compositeur, chef d'orchestre et musicologue tchèque († 19 février 1997).
- 23 octobre :
  - Denise Duval, soprano française († 25 janvier 2016).
  - İlhan Usmanbaş, compositeur turc († 30 janvier 2025).
- 24 octobre : Sena Jurinac, soprano et mezzo-soprano autrichienne († 22 novembre 2011).
- 5 novembre :
  - Jacqueline Brumaire, soprano française († 29 octobre 2000).
  - György Cziffra, pianiste hongrois († 15 janvier 1994).
- 8 novembre : Jerome Hines, basse américaine († 4 février 2003).
- 9 novembre : Pierrette Alarie, soprano canadienne († 10 juillet 2011).
- 13 novembre :
  - Yoshirō Irino, compositeur japonais († 28 juin 1980).
  - Joonas Kokkonen, compositeur finlandais († 2 octobre 1996).
- 19 novembre : Géza Anda, pianiste hongrois († 14 juin 1976).
- 20 novembre : Norbert Moret, compositeur suisse († 17 novembre 1998).
- 22 novembre : Günther Reich, baryton allemand († 15 janvier 1989).
- 23 novembre : Janine Reiss, chef de chant, pianiste et claveciniste française († 1er juin 2020).
- 27 novembre : André Jorrand, compositeur et organiste français († 15 décembre 2007).
- 30 novembre : Edouard Salim Michael, compositeur de musique symphonique († 28 novembre 2006).
- 4 décembre : Charles Frison, compositeur belge († 5 novembre 2010).
- 5 décembre : 
  - Louis de Froment, chef d'orchestre français († 19 août 1994).
  - Božidar Kantušer, compositeur slovène († 9 mai 1999).
- 7 décembre : Roland Douatte, chef d'orchestre et violoniste français († 16 décembre 1992).
- 12 décembre : Toni Blankenheim, chanteur d'opéra baryton allemand († 11 décembre 2012).
- 13 décembre : Timofeï Dokchitser, trompettiste soviétique († 16 mars 2005).
- 14 décembre : 
  - Tadashi Mori, flûtiste et chef d'orchestre japonais († 4 mai 1987).
  - Michel Huglo, musicologue français († 13 mai 2012).
- 29 décembre : Marcel Bitsch, compositeur français († 21 septembre 2011).

Date indéterminée
- Gordon Lewin, saxophoniste, clarinettiste et compositeur britannique († 28 mai 2008).

## Décès

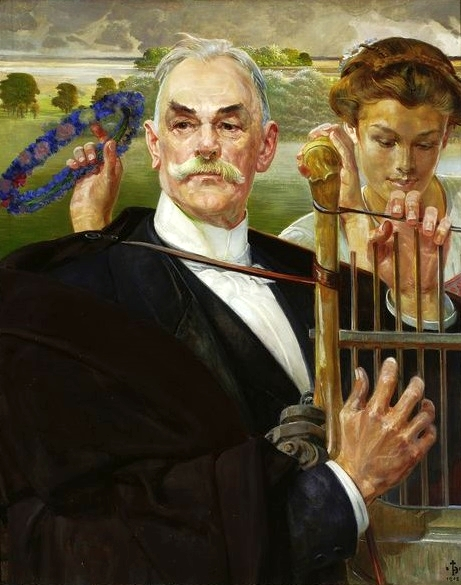
Władysław Żeleński

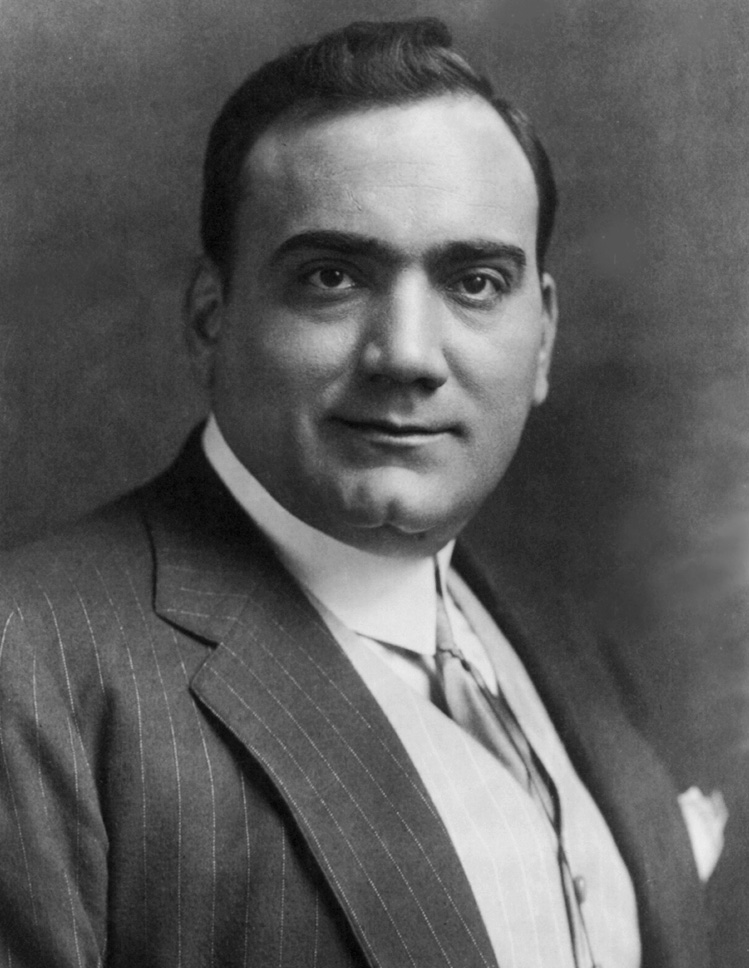
Enrico Caruso

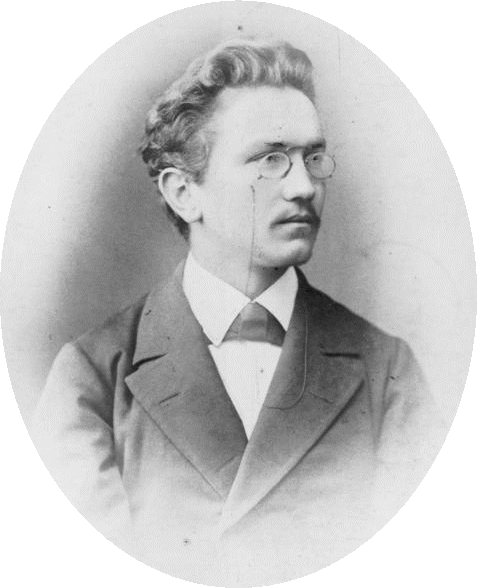
Hans Huber

- 6 janvier : Arseni Korechtchenko, compositeur russe (° 18 décembre 1870).
- 23 janvier :
  - Mykola Leontovych, compositeur et chef de chœur ukrainien (° 13 décembre 1877).
  - Władysław Żeleński, compositeur, pianiste et organiste polonais (° 6 juillet 1837).
- 25 janvier : Aurelio Magnani, clarinettiste et compositeur italien (° 26 février 1856).
- 30 janvier : Cornélis Liégeois, violoncelliste et compositeur belge (° 25 mars 1860).
- 1er février : Alfred Fock, compositeur français (° 21 octobre 1850).
- 2 février : Luigi Mancinelli, chef d'orchestre, violoncelliste et compositeur italien (° 5 février 1848).
- 15 février : Hans Haym, chef d'orchestre allemand (° 29 novembre 1860).
- 20 février : Jessie Gaynor, compositrice américaine (° 17 février 1863).
- 24 mars : Déodat de Séverac, compositeur français (° 20 juillet 1872).
- 5 avril : Alphons Diepenbrock, compositeur, essayiste et classiciste néerlandais (° 2 septembre 1862).
- 7 avril : Victor de Mirecki, violoncelliste et professeur de musique espagnol (° 21 juillet 1847).
- 8 juin : Natalie Bauer-Lechner, altiste (° 9 mai 1858).
- 4 juillet : Gabrielle Ferrari, pianiste et compositrice franco-italienne connue pour ses opéras  (° 14 septembre 1851).
- 2 août : Enrico Caruso, ténor italien (° 25 février 1873).
- 8 août : Arthur Pougin, historien et critique musical français (° 6 août 1834).
- 6 septembre : Vincenzo Valente, compositeur et parolier italien (° 21 février 1855).
- 27 septembre : Engelbert Humperdinck, compositeur allemand (° 1er septembre 1854).
- 20 octobre : Louis Benedictus, pianiste et compositeur français (° 13 décembre 1850).
- 22 novembre : Christine Nilsson, soprano suédoise (° 20 août 1843).
- 25 novembre : Théodore Lack, pianiste et compositeur français (° 3 septembre 1846).
- 29 novembre : Ivan Caryll, compositeur belge (° 12 mai 1861).
- 16 décembre : Camille Saint-Saëns compositeur français (° 9 octobre 1835).
- 25 décembre : Hans Huber, compositeur suisse (° 28 juin 1852).